# Divide Tour
Tournées par Ed Sheeran
x Tour
(2014-2015) +–=÷x Tour
(2022-2023)
Le Divide Tour est la troisième tournée mondiale du chanteur Ed Sheeran. Elle fait suite à la sortie de son troisième album studio ÷ le 3 mars 2017.
Cette tournée débute le 16 mars 2017 à Turin et se termine le 26 août 2019 à Ipswich où il a grandi. Elle figure à la première place sur la liste des tournées de concerts ayant généré les recettes les plus importantes, jusqu'en 2023. C'est aussi la tournée qui a attiré le plus de spectateurs (près de 8,8 millions).

## Performance commerciale
En Irlande, plus de 300 000 billets pour sept concerts (Cork, Belfast, Galway et Dublin) ont été vendus en une seule journée, marquant l'histoire, Ed Sheeran étant le seul artiste à l'avoir jamais fait sur le territoire irlandais. En raison de la demande phénoménale, des dates supplémentaires ont été ajoutées à Cork et à Dublin, avec trois dates pour chaque ville au total.
En Océanie, la tournée a battu officiellement le record du plus grand nombre de billets vendus, plus d'un million. Le record précédent était détenu par le Brothers in Arms Tour (en) de Dire Straits en 1985, avec environ 950 000. Ed Sheeran a battu d'autres records : plus grand nombre de spectacles en stades par un seul artiste sur une seule tournée (18, record précédemment détenu par AC/DC avec 14) ; plus grande tournée de stades d'Australie et de Nouvelle-Zélande ; plus grande fréquentation cumulée sur une tournée ; plus grande fréquentation pour un seul spectacle.
Plus de 710 000 billets ont été vendus en une seule journée de vente au grand public. À Sydney, un total de 243 513 billets ont été vendus pour les trois shows à l'ANZ Stadium qui se sont déroulés du 15 au 17 mars 2018 (fréquentations respectives de 79 726, 81 752 et 82 035. Cela constitue un nouveau record d'affluence globale à une série de concerts dans les stades de la Nouvelle-Galles du Sud, écrasant l'ancien repère de 213 045 établi par AC/DC lors de leur Black Ice World Tour en 2010.
Selon Billboard, la tournée de Sheeran a rapporté 551,8 millions de dollars et vendu 6 209 122 billets sur 201 dates, du 16 mars 2017 au 31 octobre 2018. La tournée est la huitième tournée la plus rentable de 2017, accumulant 122 millions de dollars et vendant 1 408 681 billets. The Divide Tour est devenue la tournée la plus lucrative de 2018 avec 429 millions de dollars de recettes, établissant encore des records : la tournée solo la plus lucrative et la plus grosse recette de fin d'année de tous les temps.
Sheeran a ensuite battu le record de la tournée la plus lucrative de tous les temps en battant les 735 millions de dollars du U2 360° Tour, avant même la fin de sa tournée et ce bien qu'il ait joué principalement dans des salles plus petites et ait délibérément maintenu le prix du billet relativement bas sans zones VIP. Cette différence est due au plus grand nombre de concerts (260) de la tournée. Le record tient jusqu'en 2023 : Elton John le bat avec sa longue tournée d'adieu, appelée Farewell Yellow Brick Road. En outre, le groupe irlandais U2 détient aussi le record si l'on tient compte de l'inflation. Enfin, le Divide Tour est également devenue la tournée la plus fréquentée de tous les temps avec presque 9 millions de spectateurs dans 43 pays.

## Setlist
Voici le setlist joué le 5 août 2017 à la Gila River Arena de Glendale. Il ne représente bien évidemment pas l'ensemble des setlists de la tournée.
1. Castle on the Hill
2. Eraser (en)
3. The A Team
4. Don't / New Man (en)
5. Dive (en)
6. Bloodstream (en)
7. Happier
8. Galway Girl
9. I See Fire
10. How Would You Feel (Paean) (en)
11. Photograph
12. Perfect
13. Nancy Mulligan (en)
14. Thinking Out Loud
15. Sing

Encore
1. Shape of You
2. You Need Me, I Don't Need You (en)

## Dates
| Date              | Ville                 | Pays                | Site                                  | Première partie                    | Affluence | Recettes ($) |
| ----------------- | --------------------- | ------------------- | ------------------------------------- | ---------------------------------- | --------- | ------------ |
| Europe,           |                       |                     |                                       |                                    |           |              |
| 16 mars 2017      | Turin                 | Italie              | Pala Alpitour                         | Anne-Marie Ryan McMullan           | 23 256    | 1 219 480    |
| 17 mars 2017      | Turin                 | Italie              | Pala Alpitour                         | Anne-Marie Ryan McMullan           | 23 256    | 1 219 480    |
| 19 mars 2017      | Zurich                | Suisse              | Hallenstadion                         | Anne-Marie Ryan McMullan           | 14 444    | 1 148 585    |
| 20 mars 2017      | Munich                | Allemagne           | Olympiahalle                          | Anne-Marie Ryan McMullan           | 12 076    | 919 768      |
| 22 mars 2017      | Mannheim              | Allemagne           | SAP Arena                             | Anne-Marie Ryan McMullan           | 10 843    | 740 662      |
| 23 mars 2017      | Cologne               | Allemagne           | Lanxess Arena                         | Anne-Marie Ryan McMullan           | 16 223    | 1 116 989    |
| 26 mars 2017      | Hambourg              | Allemagne           | Barclaycard Arena                     | Anne-Marie Ryan McMullan           | 12 256    | 822 229      |
| 27 mars 2017      | Berlin                | Allemagne           | Mercedes-Benz Arena                   | Anne-Marie Ryan McMullan           | 14 104    | 990 085      |
| 28 mars 2017      | Londres               | Royaume-Uni         | Royal Albert Hall                     | Busted                             | 5 167     | 379 534      |
| 30 mars 2017      | Stockholm             | Suède               | Ericsson Globe                        | Anne-Marie Ryan McMullan           | 14 024    | 1 003 630    |
| 1er avril 2017    | Herning               | Danemark            | Jyske Bank Boxen                      | Anne-Marie Ryan McMullan           | 14 996    | 1 268 365    |
| 3 avril 2017      | Amsterdam             | Pays-Bas            | Ziggo Dome                            | Anne-Marie Ryan McMullan           | 33 255    | 2 122 188    |
| 4 avril 2017      | Amsterdam             | Pays-Bas            | Ziggo Dome                            | Anne-Marie Ryan McMullan           | 33 255    | 2 122 188    |
| 5 avril 2017      | Anvers                | Belgique            | Palais des sports                     | Anne-Marie Ryan McMullan           | 21 151    | 1 327 990    |
| 6 avril 2017      | Paris                 | France              | AccorHotels Arena                     | Anne-Marie Ryan McMullan           | 15 988    | 802 830      |
| 8 avril 2017      | Madrid                | Espagne             | Wizink Center                         | Anne-Marie Ryan McMullan           | 15 748    | 1 009 283    |
| 9 avril 2017      | Barcelone             | Espagne             | Palau Sant Jordi                      | Anne-Marie Ryan McMullan           | 17 476    | 963 754      |
| 12 avril 2017     | Dublin                | Irlande             | 3Arena                                | Anne-Marie Ryan McMullan           | 25 478    | 1 200 840    |
| 13 avril 2017     | Dublin                | Irlande             | 3Arena                                | Anne-Marie Ryan McMullan           | 25 478    | 1 200 840    |
| 16 avril 2017     | Glasgow               | Royaume-Uni         | The SSE Hydro                         | Anne-Marie Ryan McMullan           | 25 220    | 1 991 969    |
| 17 avril 2017     | Glasgow               | Royaume-Uni         | The SSE Hydro                         | Anne-Marie Ryan McMullan           | 25 220    | 1 991 969    |
| 19 avril 2017     | Newcastle             | Royaume-Uni         | Utilita Arena (en)                    | Anne-Marie Ryan McMullan           | 21 558    | 1 636 406    |
| 20 avril 2017     | Newcastle             | Royaume-Uni         | Utilita Arena (en)                    | Anne-Marie Ryan McMullan           | 21 558    | 1 636 406    |
| 22 avril 2017     | Manchester            | Royaume-Uni         | Manchester Arena                      | Anne-Marie Ryan McMullan           | 31 333    | 2 567 282    |
| 23 avril 2017     | Manchester            | Royaume-Uni         | Manchester Arena                      | Anne-Marie Ryan McMullan           | 31 333    | 2 567 282    |
| 25 avril 2017     | Nottingham            | Royaume-Uni         | Motorpoint Arena (en)                 | Anne-Marie Ryan McMullan           | 18 790    | 1 568 523    |
| 26 avril 2017     | Nottingham            | Royaume-Uni         | Motorpoint Arena (en)                 | Anne-Marie Ryan McMullan           | 18 790    | 1 568 523    |
| 28 avril 2017     | Birmingham            | Royaume-Uni         | Barclaycard Arena                     | Anne-Marie Ryan McMullan           | 30 994    | 2 550 013    |
| 29 avril 2017     | Birmingham            | Royaume-Uni         | Barclaycard Arena                     | Anne-Marie Ryan McMullan           | 30 994    | 2 550 013    |
| 1er mai 2017      | Londres               | Royaume-Uni         | O2 Arena                              | Anne-Marie Ryan McMullan           | 55 707    | 6 992 411    |
| 2 mai 2017        | Londres               | Royaume-Uni         | O2 Arena                              | Anne-Marie Ryan McMullan           | 55 707    | 6 992 411    |
| 3 mai 2017        | Londres               | Royaume-Uni         | O2 Arena                              | Anne-Marie Ryan McMullan           | 55 707    | 6 992 411    |
| Amérique latine,  |                       |                     |                                       |                                    |           |              |
| 13 mai 2017       | Lima                  | Pérou               | Estadio Nacional                      | Antonio Lulic                      | 19 745    | 1 297 277    |
| 15 mai 2017       | Santiago              | Chili               | Movistar Arena (en)                   | Intimate Stranger Antonio Lulic    | 26 984    | 2 106 079    |
| 16 mai 2017       | Santiago              | Chili               | Movistar Arena (en)                   | Intimate Stranger Antonio Lulic    | 26 984    | 2 106 079    |
| 20 mai 2017       | La Plata              | Argentine           | Stade Ciudad de La Plata              | Benjamin Amadeo Antonio Lulic      | 33 584    | 2 394 891    |
| 23 mai 2017       | Curitiba              | Brésil              | Pedreira Paulo Leminski               | Antonio Lulic                      | 17 400    | 1 407 552    |
| 25 mai 2017       | Rio de Janeiro        | Brésil              | Jeunesse Arena                        | Antonio Lulic                      | 12 087    | 1 024 384    |
| 28 mai 2017       | São Paulo             | Brésil              | Allianz Parque                        | Antonio Lulic                      | 37 075    | 3 468 481    |
| 30 mai 2017       | Belo Horizonte        | Brésil              | Esplanada do Minerão                  | Antonio Lulic                      | 14 143    | 1 067 819    |
| 2 juin 2017       | Bogota                | Colombie            | Simón Bolívar Park (en)               | Sebastián Yatra Antonio Lulic      | 15 588    | 1 166 489    |
| 4 juin 2017       | San Juan              | Porto Rico          | Coliseo José Miguel Agrelot           | Yebba (en)                         | 14 297    | 1 017 458    |
| 6 juin 2017       | Alajuela              | Costa Rica          | Parque Viva (en)                      | Antonio Lulic                      | 17 464    | 1 254 439    |
| 10 juin 2017      | Mexico                | Mexique             | Palais des sports                     | Antonio Lulic                      | 21 363    | 1 297 061    |
| 12 juin 2017      | Guadalajara           | Mexique             | Arena VFG (en)                        | Antonio Lulic                      | 11 780    | 939 881      |
| 14 juin 2017      | Monterrey             | Mexique             | Auditorio Citibanamex (en)            | Antonio Lulic                      | 7 865     | 884 621      |
| Europe,           |                       |                     |                                       |                                    |           |              |
| 22 juin 2017      | Londres               | Royaume-Uni         | O2 Arena                              | Fuse ODG (en)                      | 18 699    | 1 705 113    |
| 25 juin 2017      | Pilton                | Royaume-Uni         | Worthy Farm                           | NC                                 | NC        | NC           |
| Amérique du Nord, |                       |                     |                                       |                                    |           |              |
| 29 juin 2017      | Kansas City           | États-Unis          | Sprint Center                         | James Blunt                        | 13 382    | 1 217 313    |
| 30 juin 2017      | Des Moines            | États-Unis          | Wells Fargo Arena                     | James Blunt                        | 13 375    | 1 078 939    |
| 1er juillet 2017  | Saint Paul            | États-Unis          | Xcel Energy Center                    | James Blunt                        | 14 938    | 1 375 063    |
| 7 juillet 2017    | Toronto               | Canada              | Air Canada Centre                     | James Blunt                        | 30 516    | 2 548 961    |
| 8 juillet 2017    | Toronto               | Canada              | Air Canada Centre                     | James Blunt                        | 30 516    | 2 548 961    |
| 9 juillet 2017    | Buffalo               | États-Unis          | KeyBank Center                        | James Blunt                        | 14 305    | 1 167 095    |
| 11 juillet 2017   | Philadelphie          | États-Unis          | Wells Fargo Center                    | James Blunt                        | 28 922    | 2 630 260    |
| 12 juillet 2017   | Philadelphie          | États-Unis          | Wells Fargo Center                    | James Blunt                        | 28 922    | 2 630 260    |
| 14 juillet 2017   | Uncasville            | États-Unis          | Mohegan Sun Arena                     | James Blunt                        | 14 887    | 1 079 165    |
| 15 juillet 2017   | Uncasville            | États-Unis          | Mohegan Sun Arena                     | James Blunt                        | 14 887    | 1 079 165    |
| 18 juillet 2017   | Québec                | Canada              | Centre Vidéotron                      | James Blunt                        | 13 611    | 1 134 346    |
| 19 juillet 2017   | Montréal              | Canada              | Centre Bell                           | James Blunt                        | 15 264    | 1 247 546    |
| 22 juillet 2017   | Winnipeg              | Canada              | Bell MTS Place                        | James Blunt                        | 11 843    | 977 093      |
| 23 juillet 2017   | Saskatoon             | Canada              | SaskTel Centre                        | James Blunt                        | 12 585    | 1 023 210    |
| 25 juillet 2017   | Edmonton              | Canada              | Rogers Place                          | James Blunt                        | 27 412    | 2 260 486    |
| 26 juillet 2017   | Edmonton              | Canada              | Rogers Place                          | James Blunt                        | 27 412    | 2 260 486    |
| 28 juillet 2017   | Vancouver             | Canada              | Rogers Arena                          | James Blunt                        | 14 070    | 1 165 985    |
| 29 juillet 2017   | Tacoma                | États-Unis          | Tacoma Dome                           | James Blunt                        | 19 538    | 1 575 039    |
| 30 juillet 2017   | Portland              | États-Unis          | Moda Center                           | James Blunt                        | 13 420    | 1 074 959    |
| 1er août 2017     | Sacramento            | États-Unis          | Golden 1 Center                       | James Blunt                        | 13 424    | 1 220 937    |
| 2 août 2017       | Oakland               | États-Unis          | Oracle Arena                          | James Blunt                        | 13 662    | 1 219 722    |
| 4 août 2017       | Las Vegas             | États-Unis          | T-Mobile Arena                        | James Blunt                        | 15 243    | 1 326 231    |
| 5 août 2017       | Glendale              | États-Unis          | Gila River Arena                      | James Blunt                        | 13 654    | 1 239 478    |
| 6 août 2017       | San Diego             | États-Unis          | Valley View Casino Center             | James Blunt                        | 10 233    | 917 154      |
| 10 août 2017      | Los Angeles           | États-Unis          | Staples Center                        | James Blunt                        | 40 731    | 3 622 204    |
| 11 août 2017      | Los Angeles           | États-Unis          | Staples Center                        | James Blunt                        | 40 731    | 3 622 204    |
| 12 août 2017      | Los Angeles           | États-Unis          | Staples Center                        | James Blunt                        | 40 731    | 3 622 204    |
| 15 août 2017      | Denver                | États-Unis          | Pepsi Center                          | James Blunt                        | 12 917    | 1 159 523    |
| 17 août 2017      | Tulsa                 | États-Unis          | BOK Center                            | James Blunt                        | 12 069    | 961 178      |
| 18 août 2017      | Dallas                | États-Unis          | American Airlines Center              | James Blunt                        | 13 632    | 1 207 645    |
| 19 août 2017      | Houston               | États-Unis          | Toyota Center                         | James Blunt                        | 11 811    | 1 067 592    |
| 22 août 2017      | San Antonio           | États-Unis          | AT&T Center                           | James Blunt                        | 13 928    | 1 112 573    |
| 25 août 2017      | Duluth                | États-Unis          | Infinite Energy Arena                 | James Blunt                        | 21 056    | 1 970 117    |
| 26 août 2017      | Duluth                | États-Unis          | Infinite Energy Arena                 | James Blunt                        | 21 056    | 1 970 117    |
| 29 août 2017      | Tampa                 | États-Unis          | Amalie Arena                          | James Blunt                        | 13 459    | 1 076 537    |
| 30 août 2017      | Miami                 | États-Unis          | American Airlines Arena               | James Blunt                        | 12 813    | 1 144 534    |
| 31 août 2017      | Orlando               | États-Unis          | Amway Center                          | James Blunt                        | 12 360    | 1 007 408    |
| 2 septembre 2017  | Raleigh               | États-Unis          | PNC Arena                             | James Blunt                        | 13 805    | 1 134 012    |
| 3 septembre 2017  | Charlotte             | États-Unis          | Spectrum Center                       | James Blunt                        | 13 927    | 1 243 772    |
| 5 septembre 2017  | North Charleston      | États-Unis          | North Charleston Coliseum             | James Blunt                        | 8 271     | 673 758      |
| 7 septembre 2017  | Louisville            | États-Unis          | KFC Yum! Center                       | James Blunt                        | 15 721    | 1 257 529    |
| 8 septembre 2017  | Indianapolis          | États-Unis          | Bankers Life Fieldhouse               | Joshua Radin                       | 12 740    | 1 014 966    |
| 9 septembre 2017  | Cleveland             | États-Unis          | Quicken Loans Arena                   | Joshua Radin                       | 14 912    | 1 365 524    |
| 12 septembre 2017 | Omaha                 | États-Unis          | CenturyLink Center Omaha              | James Blunt                        | 13 990    | 1 098 225    |
| 15 septembre 2017 | Rosemont              | États-Unis          | Allstate Arena                        | James Blunt                        | 26 346    | 2 347 880    |
| 16 septembre 2017 | Rosemont              | États-Unis          | Allstate Arena                        | James Blunt                        | 26 346    | 2 347 880    |
| 17 septembre 2017 | Saint-Louis           | États-Unis          | Scottrade Center                      | James Blunt                        | Annulé    | Annulé       |
| 19 septembre 2017 | Washington            | États-Unis          | Capital One Arena                     | James Blunt                        | 27 497    | 2 456 333    |
| 20 septembre 2017 | Washington            | États-Unis          | Capital One Arena                     | James Blunt                        | 27 497    | 2 456 333    |
| 22 septembre 2017 | Boston                | États-Unis          | TD Garden                             | James Blunt                        | 25 590    | 2 295 216    |
| 23 septembre 2017 | Boston                | États-Unis          | TD Garden                             | James Blunt                        | 25 590    | 2 295 216    |
| 26 septembre 2017 | Pittsburgh            | États-Unis          | PPG Paints Arena                      | James Blunt                        | 13 331    | 1 190 945    |
| 27 septembre 2017 | Détroit               | États-Unis          | Little Caesars Arena                  | James Blunt                        | 14 124    | 1 268 652    |
| 29 septembre 2017 | Brooklyn              | États-Unis          | Barclays Center                       | James Blunt                        | 41 066    | 3 658 480    |
| 30 septembre 2017 | Brooklyn              | États-Unis          | Barclays Center                       | James Blunt                        | 41 066    | 3 658 480    |
| 1er octobre 2017  | Brooklyn              | États-Unis          | Barclays Center                       | James Blunt                        | 41 066    | 3 658 480    |
| 3 octobre 2017    | Columbus              | États-Unis          | Nationwide Arena                      | James Blunt                        | 27 255    | 2 199 218    |
| 4 octobre 2017    | Columbus              | États-Unis          | Nationwide Arena                      | James Blunt                        | 27 255    | 2 199 218    |
| 6 octobre 2017    | Nashville             | États-Unis          | Bridgestone Arena                     | James Blunt                        | 27 721    | 2 503 808    |
| 7 octobre 2017    | Nashville             | États-Unis          | Bridgestone Arena                     | James Blunt                        | 27 721    | 2 503 808    |
| Asie,             |                       |                     |                                       |                                    |           |              |
| 22 octobre 2017   | Taipei                | Taipei chinois      | Taipei Nangang Exhibition Center (en) | Annulé                             | Annulé    | Annulé       |
| 29 octobre 2017   | Séoul                 | Corée du Sud        | Parc olympique                        | Annulé                             | Annulé    | Annulé       |
| 4 novembre 2017   | Hong Kong             | Hong Kong           | AsiaWorld–Expo                        | Annulé                             | Annulé    | Annulé       |
| 5 novembre 2017   | Hong Kong             | Hong Kong           | AsiaWorld–Expo                        | Annulé                             | Annulé    | Annulé       |
| 9 novembre 2017   | Jakarta               | Indonésie           | Indonesia Convention Exhibition (en)  | Annulé                             | Annulé    | Annulé       |
| 11 novembre 2017  | Singapour             | Singapour           | Singapore Indoor Stadium              | Lauv                               | 18 297    | 2 584 230    |
| 12 novembre 2017  | Singapour             | Singapour           | Singapore Indoor Stadium              | Lauv                               | 18 297    | 2 584 230    |
| 14 novembre 2017  | Kuala Lumpur          | Malaisie            | Axiata Arena (en)                     | Lauv                               | 11 597    | 980 033      |
| 16 novembre 2017  | Bangkok               | Thaïlande           | IMPACT Arena                          | Lauv                               | 14 394    | 1 744 270    |
| 19 novembre 2017  | Bombay                | Inde                | JioGarden                             | Lauv                               | 11 103    | 1 101 118    |
| 23 novembre 2017  | Dubaï                 | Émirats arabes unis | Autism Rocks (en)                     | Lauv                               | 23 272    | 2 783 800    |
| Europe,           |                       |                     |                                       |                                    |           |              |
| 19 février 2018   | Londres               | Royaume-Uni         | Indigo at The O2                      | NC                                 | 2 056     | 224 718      |
| Océanie,          |                       |                     |                                       |                                    |           |              |
| 2 mars 2018       | Perth                 | Australie           | Optus Stadium                         | Missy Higgins Fergus James         | 114 031   | 9 146 953    |
| 3 mars 2018       | Perth                 | Australie           | Optus Stadium                         | Missy Higgins Fergus James         | 114 031   | 9 146 953    |
| 7 mars 2018       | Adélaïde              | Australie           | Adelaide Oval                         | Missy Higgins Fergus James         | 62 915    | 5 103 599    |
| 9 mars 2018       | Melbourne             | Australie           | Etihad Stadium                        | Missy Higgins Bliss n Eso (en)     | 256 622   | 20 838 652   |
| 10 mars 2018      | Melbourne             | Australie           | Etihad Stadium                        | Missy Higgins Bliss n Eso (en)     | 256 622   | 20 838 652   |
| 11 mars 2018      | Melbourne             | Australie           | Etihad Stadium                        | Missy Higgins Bliss n Eso (en)     | 256 622   | 20 838 652   |
| 12 mars 2018      | Melbourne             | Australie           | Etihad Stadium                        | Missy Higgins Bliss n Eso (en)     | 256 622   | 20 838 652   |
| 15 mars 2018      | Sydney                | Australie           | ANZ Stadium                           | Missy Higgins Ryan McMullan        | 231 185   | 19 948 066   |
| 16 mars 2018      | Sydney                | Australie           | ANZ Stadium                           | Missy Higgins Ryan McMullan        | 231 185   | 19 948 066   |
| 17 mars 2018      | Sydney                | Australie           | ANZ Stadium                           | Missy Higgins Ryan McMullan        | 231 185   | 19 948 066   |
| 20 mars 2018      | Brisbane              | Australie           | Suncorp Stadium                       | Missy Higgins Fergus James         | 103 744   | 8 595 585    |
| 21 mars 2018      | Brisbane              | Australie           | Suncorp Stadium                       | Missy Higgins Fergus James         | 103 744   | 8 595 585    |
| 24 mars 2018      | Auckland              | Nouvelle-Zélande    | Mount Smart Stadium                   | Drax Project (en)                  | 132 876   | 10 766 558   |
| 25 mars 2018      | Auckland              | Nouvelle-Zélande    | Mount Smart Stadium                   | Drax Project (en)                  | 132 876   | 10 766 558   |
| 26 mars 2018      | Auckland              | Nouvelle-Zélande    | Mount Smart Stadium                   | Drax Project (en)                  | 132 876   | 10 766 558   |
| 29 mars 2018      | Dunedin               | Nouvelle-Zélande    | Forsyth Barr Stadium                  | Six60 (en) Mitch James (en)        | 105 014   | 8 475 218    |
| 31 mars 2018      | Dunedin               | Nouvelle-Zélande    | Forsyth Barr Stadium                  | Six60 (en) Mitch James (en)        | 105 014   | 8 475 218    |
| 1er avril 2018    | Dunedin               | Nouvelle-Zélande    | Forsyth Barr Stadium                  | Six60 (en) Mitch James (en)        | 105 014   | 8 475 218    |
| Asie              |                       |                     |                                       |                                    |           |              |
| 8 avril 2018      | Manille               | Philippines         | Mall SM d'Asie                        | NC                                 | 18 752    | 2 412 506    |
| 11 avril 2018     | Osaka                 | Japon               | Osaka-Jo Hall                         | NC                                 | 10 161    | 1 284 070    |
| 13 avril 2018     | Tokyo                 | Japon               | Nippon Budōkan                        | NC                                 | 19 549    | 2 504 547    |
| 14 avril 2018     | Tokyo                 | Japon               | Nippon Budōkan                        | NC                                 | 19 549    | 2 504 547    |
| Europe,           |                       |                     |                                       |                                    |           |              |
| 4 mai 2018        | Cork                  | Irlande             | Páirc Uí Chaoimh                      | Tom Walker Jamie Lawson Beoga      | 128 969   | 12 371 587   |
| 5 mai 2018        | Cork                  | Irlande             | Páirc Uí Chaoimh                      | Tom Walker Jamie Lawson Beoga      | 128 969   | 12 371 587   |
| 6 mai 2018        | Cork                  | Irlande             | Páirc Uí Chaoimh                      | Tom Walker Jamie Lawson Beoga      | 128 969   | 12 371 587   |
| 9 mai 2018        | Belfast               | Royaume-Uni         | Belfast Vital (en)                    | Tom Walker Jamie Lawson Beoga      | 40 613    | $3 911 083   |
| 12 mai 2018       | Galway                | Irlande             | Pearse Stadium                        | Tom Walker Jamie Lawson Beoga      | 63 991    | 5 952 120    |
| 13 mai 2018       | Galway                | Irlande             | Pearse Stadium                        | Tom Walker Jamie Lawson Beoga      | 63 991    | 5 952 120    |
| 16 mai 2018       | Dublin                | Irlande             | Phoenix Park                          | Tom Walker Jamie Lawson Beoga      | 184 187   | 17 090 104   |
| 18 mai 2018       | Dublin                | Irlande             | Phoenix Park                          | Tom Walker Jamie Lawson Beoga      | 184 187   | 17 090 104   |
| 19 mai 2018       | Dublin                | Irlande             | Phoenix Park                          | Tom Walker Jamie Lawson Beoga      | 184 187   | 17 090 104   |
| 24 mai 2018       | Manchester            | Royaume-Uni         | Etihad Stadium                        | Tom Walker Jamie Lawson            | 215 600   | 19 806 800   |
| 25 mai 2018       | Manchester            | Royaume-Uni         | Etihad Stadium                        | Tom Walker Jamie Lawson            | 215 600   | 19 806 800   |
| 26 mai 2018       | Manchester            | Royaume-Uni         | Etihad Stadium                        | Tom Walker Jamie Lawson            | 215 600   | 19 806 800   |
| 27 mai 2018       | Manchester            | Royaume-Uni         | Etihad Stadium                        | Tom Walker Jamie Lawson            | 215 600   | 19 806 800   |
| 1er juin 2018     | Glasgow               | Royaume-Uni         | Hampden Park                          | Tom Walker Jamie Lawson            | 152 024   | 13 746 027   |
| 2 juin 2018       | Glasgow               | Royaume-Uni         | Hampden Park                          | Tom Walker Jamie Lawson            | 152 024   | 13 746 027   |
| 3 juin 2018       | Glasgow               | Royaume-Uni         | Hampden Park                          | Tom Walker Jamie Lawson            | 152 024   | 13 746 027   |
| 8 juin 2018       | Newcastle             | Royaume-Uni         | St James' Park                        | Tom Walker Jamie Lawson            | 149 226   | 13 498 865   |
| 9 juin 2018       | Newcastle             | Royaume-Uni         | St James' Park                        | Tom Walker Jamie Lawson            | 149 226   | 13 498 865   |
| 10 juin 2018      | Newcastle             | Royaume-Uni         | St James' Park                        | Tom Walker Jamie Lawson            | 149 226   | 13 498 865   |
| 14 juin 2018      | Londres               | Royaume-Uni         | Stade de Wembley                      | Tom Walker Jamie Lawson            | 299 013   | 28 726 438   |
| 15 juin 2018      | Londres               | Royaume-Uni         | Stade de Wembley                      | Tom Walker Jamie Lawson            | 299 013   | 28 726 438   |
| 16 juin 2018      | Londres               | Royaume-Uni         | Stade de Wembley                      | Tom Walker Jamie Lawson            | 299 013   | 28 726 438   |
| 17 juin 2018      | Londres               | Royaume-Uni         | Stade de Wembley                      | Tom Walker Jamie Lawson            | 299 013   | 28 726 438   |
| 21 juin 2018      | Cardiff               | Royaume-Uni         | Principality Stadium                  | Tom Walker Jamie Lawson            | 238 085   | 21 249 947   |
| 22 juin 2018      | Cardiff               | Royaume-Uni         | Principality Stadium                  | Tom Walker Jamie Lawson            | 238 085   | 21 249 947   |
| 23 juin 2018      | Cardiff               | Royaume-Uni         | Principality Stadium                  | Tom Walker Jamie Lawson            | 238 085   | 21 249 947   |
| 24 juin 2018      | Cardiff               | Royaume-Uni         | Principality Stadium                  | Tom Walker Jamie Lawson            | 238 085   | 21 249 947   |
| 28 juin 2018      | Amsterdam             | Pays-Bas            | Amsterdam Arena                       | Tom Walker Jamie Lawson            | 102 463   | 7 722 001    |
| 29 juin 2018      | Amsterdam             | Pays-Bas            | Amsterdam Arena                       | Tom Walker Jamie Lawson            | 102 463   | 7 722 001    |
| 1er juillet 2018  | Werchter              | Belgique            | Werchter Festival Park                | Tom Walker Jamie Lawson            | 64 987    | $5 470 934   |
| 6 juillet 2018    | Saint-Denis           | France              | Stade de France                       | Tom Walker Jamie Lawson            | 153 065   | 9 308 969    |
| 7 juillet 2018    | Saint-Denis           | France              | Stade de France                       | Tom Walker Jamie Lawson            | 153 065   | 9 308 969    |
| 10 juillet 2018   | Göteborg              | Suède               | Ullevi                                | Tom Walker Jamie Lawson            | 122 952   | 10 969 078   |
| 11 juillet 2018   | Göteborg              | Suède               | Ullevi                                | Tom Walker Jamie Lawson            | 122 952   | 10 969 078   |
| 14 juillet 2018   | Stockholm             | Suède               | Friends Arena                         | Tom Walker Jamie Lawson            | 54 234    | 4 818 972    |
| 19 juillet 2018   | Berlin                | Allemagne           | Stade olympique                       | Tom Walker Jamie Lawson            | 69 055    | 6 392 576    |
| 22 juillet 2018   | Gelsenkirchen         | Allemagne           | Veltins-Arena                         | Tom Walker Jamie Lawson            | 102 778   | 9 001 427    |
| 23 juillet 2018   | Gelsenkirchen         | Allemagne           | Veltins-Arena                         | Tom Walker Jamie Lawson            | 102 778   | 9 001 427    |
| 25 juillet 2018   | Hambourg              | Allemagne           | Trabrennbahn Bahrenfeld (en)          | Tom Walker Jamie Lawson            | 80 326    | 7 024 739    |
| 29 juillet 2018   | Munich                | Allemagne           | Stade olympique                       | Tom Walker Jamie Lawson            | 135 036   | 12 865 527   |
| 30 juillet 2018   | Munich                | Allemagne           | Stade olympique                       | Tom Walker Jamie Lawson            | 135 036   | 12 865 527   |
| 3 août 2018       | Zurich                | Suisse              | Stade du Letzigrund                   | Tom Walker Jamie Lawson            | 95 142    | 11 097 894   |
| 4 août 2018       | Zurich                | Suisse              | Stade du Letzigrund                   | Tom Walker Jamie Lawson            | 95 142    | 11 097 894   |
| 7 août 2018       | Vienne                | Autriche            | Stade Ernst-Happel                    | Tom Walker Jamie Lawson            | 110 652   | 9 570 146    |
| 8 août 2018       | Vienne                | Autriche            | Stade Ernst-Happel                    | Tom Walker Jamie Lawson            | 110 652   | 9 570 146    |
| 11 août 2018      | Varsovie              | Pologne             | PGE Narodowy                          | Tom Walker Jamie Lawson BeMy       | 104 452   | 7 470 882    |
| 12 août 2018      | Varsovie              | Pologne             | PGE Narodowy                          | Tom Walker Jamie Lawson BeMy       | 104 452   | 7 470 882    |
| Amérique du Nord  |                       |                     |                                       |                                    |           |              |
| 18 août 2018      | Pasadena              | États-Unis          | Rose Bowl                             | Snow Patrol Tom Walker             | 62 321    | 6 315 595    |
| 21 août 2018      | San Francisco         | États-Unis          | AT&T Park                             | Snow Patrol Tom Walker             | 38 647    | 4 199 073    |
| 25 août 2018      | Seattle               | États-Unis          | CenturyLink Field                     | Snow Patrol Tom Walker             | 55 891    | 4 932 401    |
| 30 août 2018      | Toronto               | Canada              | Centre Rogers                         | Snow Patrol Tom Walker             | 98 461    | 8 459 818    |
| 31 août 2018      | Toronto               | Canada              | Centre Rogers                         | Snow Patrol Tom Walker             | 98 461    | 8 459 818    |
| 6 septembre 2018  | Saint-Louis           | États-Unis          | Busch Stadium                         | Snow Patrol Tom Walker             | 41 522    | 3 726 270    |
| 8 septembre 2018  | Détroit               | États-Unis          | Ford Field                            | Snow Patrol Tom Walker             | 47 804    | 4 481 289    |
| 14 septembre 2018 | Foxborough            | États-Unis          | Gillette Stadium                      | Snow Patrol Tom Walker             | 110 238   | 9 832 549    |
| 15 septembre 2018 | Foxborough            | États-Unis          | Gillette Stadium                      | Snow Patrol Tom Walker             | 110 238   | 9 832 549    |
| 21 septembre 2018 | East Rutherford       | États-Unis          | MetLife Stadium                       | Snow Patrol Tom Walker             | 107 500   | 11 220 207   |
| 22 septembre 2018 | East Rutherford       | États-Unis          | MetLife Stadium                       | Snow Patrol Tom Walker             | 107 500   | 11 220 207   |
| 27 septembre 2018 | Philadelphie          | États-Unis          | Lincoln Financial Field               | Snow Patrol Tom Walker             | 54 292    | 5 161 682    |
| 29 septembre 2018 | Pittsburgh            | États-Unis          | PNC Park                              | Snow Patrol Tom Walker             | 41 014    | 4 169 873    |
| 4 octobre 2018    | Chicago               | États-Unis          | Soldier Field                         | Snow Patrol Tom Walker             | 47 263    | 4 339 349    |
| 6 octobre 2018    | Nashville             | États-Unis          | Nissan Stadium                        | Snow Patrol Tom Walker             | 45 888    | 3 954 931    |
| 13 octobre 2018   | Kansas City           | États-Unis          | Arrowhead Stadium                     | Snow Patrol Tom Walker             | 51 324    | 4 008 747    |
| 17 octobre 2018   | Fargo                 | États-Unis          | Fargodome                             | Snow Patrol Tom Walker             | 17 761    | 1 766 790    |
| 20 octobre 2018   | Minneapolis           | États-Unis          | U.S. Bank Stadium                     | Snow Patrol Tom Walker             | 49 359    | 4 512 421    |
| 24 octobre 2018   | Milwaukee             | États-Unis          | Miller Park                           | NC                                 | 37 288    | 3 390 498    |
| 27 octobre 2018   | Arlington             | États-Unis          | AT&T Stadium                          | Snow Patrol Tom Walker             | 46 249    | 4 528 560    |
| 31 octobre 2018   | La Nouvelle-Orléans   | États-Unis          | Mercedes-Benz Superdome               | Snow Patrol Tom Walker             | 42 295    | 2 827 815    |
| 3 novembre 2018   | Houston               | États-Unis          | Minute Maid Park                      | Snow Patrol Tom Walker             | 39 354    | 3 985 595    |
| 7 novembre 2018   | Tampa                 | États-Unis          | Raymond James Stadium                 | Snow Patrol Tom Walker             | 51 120    | 4 197 412    |
| 9 novembre 2018   | Atlanta               | États-Unis          | Mercedes-Benz Stadium                 | Snow Patrol Tom Walker             | 50 906    | 5 021 395    |
| Amérique latine   |                       |                     |                                       |                                    |           |              |
| 13 février 2019   | São Paulo             | Brésil              | Allianz Parque                        | Passenger                          | 81 156    | 6 435 571    |
| 14 février 2019   | São Paulo             | Brésil              | Allianz Parque                        | Passenger                          | 81 156    | 6 435 571    |
| 17 février 2019   | Porto Alegre          | Brésil              | Arena do Grêmio                       | Passenger                          | 38 635    | 3 103 947    |
| 20 février 2019   | Montevideo            | Uruguay             | Stade Centenario                      | Passenger                          | 20 779    | 1 887 584    |
| 23 février 2019   | Buenos Aires          | Argentine           | Campo Argentino de Polo (en)          | Passenger                          | 40 130    | 2 516 252    |
| Afrique           |                       |                     |                                       |                                    |           |              |
| 23 mars 2019      | Johannesbourg         | Afrique du Sud      | FNB Stadium                           | Passenger Shekhinah                | 128 977   | 7 721 755    |
| 24 mars 2019      | Johannesbourg         | Afrique du Sud      | FNB Stadium                           | Passenger Shekhinah                | 128 977   | 7 721 755    |
| 27 mars 2019      | Le Cap                | Afrique du Sud      | Cape Town Stadium                     | Passenger Shekhinah                | 96 915    | 5 375 129    |
| 28 mars 2019      | Le Cap                | Afrique du Sud      | Cape Town Stadium                     | Passenger Shekhinah                | 96 915    | 5 375 129    |
| Asie              |                       |                     |                                       |                                    |           |              |
| 4 avril 2019      | Taoyuan               | Taipei chinois      | Taoyuan City Stadium (en)             | One Ok Rock                        | 28 136    | 3 209 967    |
| 9 avril 2019      | Tokyo                 | Japon               | Tokyo Dome                            | One Ok Rock                        | 47 454    | 6 125 211    |
| 13 avril 2019     | Kuala Lumpur          | Malaisie            | Stade national Bukit Jalil            | One Ok Rock                        | 40 351    | 2 896 413    |
| 17 avril 2019     | Hong Kong             | Hong Kong           | Hong Kong Disneyland                  | One Ok Rock                        | 20 294    | 2 850 290    |
| 18 avril 2019     | Hong Kong             | Hong Kong           | Hong Kong Disneyland                  | One Ok Rock                        | Annulé    | Annulé       |
| 21 avril 2019     | Incheon               | Corée du Sud        | Songdo Moonlight Festival Park (en)   | One Ok Rock                        | 24 910    | 2 657 726    |
| 23 avril 2019     | Osaka                 | Japon               | Kyocera Dome                          | One Ok Rock                        | 37 790    | 4 902 433    |
| 26 avril 2019     | Singapour             | Singapour           | Stade national                        | One Ok Rock                        | 49 810    | 5 595 968    |
| 28 avril 2019     | Bangkok               | Thaïlande           | Stade Rajamangala                     | One Ok Rock                        | 29 119    | 3 586 298    |
| 3 mai 2019        | Jakarta               | Indonésie           | Stade Gelora-Bung-Karno               | One Ok Rock                        | 48 959    | 4 754 628    |
| Europe            |                       |                     |                                       |                                    |           |              |
| 24 mai 2019       | Lyon                  | France              | Groupama Stadium                      | James Bay Zara Larsson             | 157 070   | 11 665 699   |
| 25 mai 2019       | Lyon                  | France              | Groupama Stadium                      | James Bay Zara Larsson             | 157 070   | 11 665 699   |
| 26 mai 2019       | Lyon                  | France              | Groupama Stadium                      | James Bay Zara Larsson             | 157 070   | 11 665 699   |
| 29 mai 2019       | Bordeaux              | France              | Matmut Atlantique                     | James Bay Zara Larsson             | 41 449    | 3 117 590    |
| 1er juin 2019     | Lisbonne              | Portugal            | Estádio da Luz                        | James Bay Zara Larsson Ben Kweller | 118 085   | 8 929 969    |
| 2 juin 2019       | Lisbonne              | Portugal            | Estádio da Luz                        | James Bay Zara Larsson Ben Kweller | 118 085   | 8 929 969    |
| 7 juin 2019       | Barcelone             | Espagne             | Stade olympique Lluís-Companys        | James Bay Zara Larsson             | 54 658    | 4 126 519    |
| 11 juin 2019      | Madrid                | Espagne             | Wanda Metropolitano                   | James Bay Zara Larsson             | 51 944    | 3 793 349    |
| 14 juin 2019      | Ippodromo del Visarno | Italie              | NC                                    | NC                                 | NC        |              |
| 16 juin 2019      | Rome                  | Italie              | Stade olympique                       | James Bay Zara Larsson             | 58 959    | 4 549 349    |
| 19 juin 2019      | Milan                 | Italie              | San Siro                              | James Bay Zara Larsson             | 54 892    | 4 020 920    |
| 22 juin 2019      | Hockenheim            | Allemagne           | Hockenheimring                        | James Bay Zara Larsson             | 191 120   | 16 289 639   |
| 23 juin 2019      | Hockenheim            | Allemagne           | Hockenheimring                        | James Bay Zara Larsson             | 191 120   | 16 289 639   |
| 28 juin 2019      | Klagenfurt            | Autriche            | Wörthersee Stadion                    | James Bay Zara Larsson             | 67 535    | 6 279 570    |
| 29 juin 2019      | Klagenfurt            | Autriche            | Wörthersee Stadion                    | James Bay Zara Larsson             | 67 535    | 6 279 570    |
| 3 juillet 2019    | Bucarest              | Roumanie            | Arena Națională                       | James Bay Zara Larsson             | 47 166    | 2 942 900    |
| 7 juillet 2019    | Prague                | Tchéquie            | Letňany                               | James Bay Zara Larsson             | 142 036   | 11 419 946   |
| 8 juillet 2019    | Prague                | Tchéquie            | Letňany                               | James Bay Zara Larsson             | 142 036   | 11 419 946   |
| 12 juillet 2019   | Riga                  | Lettonie            | Lucavsala Park                        | James Bay Zara Larsson             | 50 437    | 3 982 564    |
| 19 juillet 2019   | Moscou                | Russie              | Otkrytie Arena                        | James Bay Zara Larsson             | 39 841    | 3 585 231    |
| 23 juillet 2019   | Helsinki              | Finlande            | Aéroport d'Helsinki-Malmi             | James Bay Zara Larsson             | 108 000   | 9 481 707    |
| 24 juillet 2019   | Helsinki              | Finlande            | Aéroport d'Helsinki-Malmi             | James Bay Zara Larsson             | 108 000   | 9 481 707    |
| 27 juillet 2019   | Odense                | Danemark            | Tusindårsskoven (en)                  | James Bay Zara Larsson             | 87 401    | 8 848 720    |
| 28 juillet 2019   | Odense                | Danemark            | Tusindårsskoven (en)                  | James Bay Zara Larsson             | 87 401    | 8 848 720    |
| 2 août 2019       | Hanovre               | Allemagne           | Hanover Fairground (en)               | James Bay Zara Larsson             | 131 538   | 12 560 432   |
| 3 août 2019       | Hanovre               | Allemagne           | Hanover Fairground (en)               | James Bay Zara Larsson             | 131 538   | 12 560 432   |
| 7 août 2019       | Budapest              | Hongrie             | Sziget Festival                       | NC                                 | NC        | NC           |
| 10 août 2019      | Reykjavik             | Islande             | Laugardalsvöllur                      | James Bay Zara Larsson             | 43 830    | 7 180 912    |
| 11 août 2019      | Reykjavik             | Islande             | Laugardalsvöllur                      | James Bay Zara Larsson             | 43 830    | 7 180 912    |
| 16 août 2019      | Leeds                 | Royaume-Uni         | Roundhay Park (en)                    | The Darkness Lewis Capaldi         | 136 358   | 12 405 249   |
| 17 août 2019      | Leeds                 | Royaume-Uni         | Roundhay Park (en)                    | The Darkness Lewis Capaldi         | 136 358   | 12 405 249   |
| 23 août 2019      | Ipswich               | Royaume-Uni         | Chantry Park (en)                     | The Darkness Passenger             | 139 984   | 12 913 212   |
| 24 août 2019      | Ipswich               | Royaume-Uni         | Chantry Park (en)                     | The Darkness Passenger             | 139 984   | 12 913 212   |
| 25 août 2019      | Ipswich               | Royaume-Uni         | Chantry Park (en)                     | The Darkness Lewis Capaldi         | 139 984   | 12 913 212   |
| 26 août 2019      | Ipswich               | Royaume-Uni         | Chantry Park (en)                     | The Darkness Lewis Capaldi         | 139 984   | 12 913 212   |
| Total             | Total                 | Total               | Total                                 | Total                              | 8 908 150 | 776 195 930  |